# Język kasycki
Język kasycki – język izolowany, używany w starożytności przez lud Kasytów, przybyłych z gór Zagros do południowej Mezopotamii w XVII wieku p.n.e. Nie wykazuje pokrewieństwa z językiem sumeryjskim, podobnie jak z językami semickimi czy też językami indoeuropejskimi, choć występują w nim indoeuropejskie zapożyczenia. Kasyci byli ludem o niezidentyfikowanym do końca pochodzeniu. Dominującym elementem u niego były cechy indo-irańskie. Po przybyciu do Babilonii Kasyci założyli własną dynastię i przejęli lokalny język. Język Kasytów został dostrzeżony dzięki zachowanej w źródłach akadyjskich onomastyce i nielicznym słowom, nienależącym do języka akadyjskiego.
Tekstów zapisanych w języku kasyckim nie odkryto. Liczba zachowanych w źródłach akadyjskich słów kasyckich wynosi niewiele ponad 60. Pojęcia te ograniczają się jedynie do określonych pól semantycznych: ras koni, części rydwanów, terminów z zakresu irygacji, nazw roślin i tytułów. Około 200 dodatkowych zrostków wyodrębniono dzięki badaniom antroponimów, toponimów, teonimów oraz imion nadawanych przez Kasytów koniom. Dzięki badaniom teonimicznym z imion władców wyodrębniono imiona bóstw kasyckich.
Przykłady słów kasyckich: barhu – „głowa” (hur. pahi – „głowa”), bašhu – „bóg” (hur. ašhu – „wysoki”), buri, ubri – „pan” (hur. ebri, ewri; urart. euri – „pan, władca”), burna – „sługa” (hur. burami – „sługa”; urart. bura – „sługa, niewolnik”), dakaš – „gwiazda”, dagigi – „niebo”, iaš – „kraj” (hur. eše – „ziemia”), kukla – „niewolnik, sługa”, mali – „człowiek”, mele/i – „niewolnik, sługa”, ulam – „syn, dziecko”. 
Język kasycki nie należał do języków indoeuropejskich, ani do semickich. Pokrewieństwo z językiem elamickim jest wątpliwe. Taką teorię wysunął Georg Hüsing. Według Augusta Ancillottiego kasycki należał do bliżej nieokreślonego i słabo poświadczonego języka indo-irańskiego z rodziny języków indo-europejskich. W świetle badań Arnauda Fournet'a jest językiem, spokrewnionym z huro-urartyjskimi. Istniała także teoria o przynależności kasyckiego do rodziny języków kartwelskich.
Kasycki był językiem aglutynacyjnym, prawdopodobnie używającym głównie zrostków. Istniały przynajmniej cztery samogłoski: a, u, e oraz i, z tym że dwie ostatnie nie zawsze były rozróżniane. Ponieważ nie odnaleziono ani jednego zdania zapisanego w języku kasyckim, nie można nic powiedzieć o składni ani fleksji. Z analizy kasyckich imion własnych można wnioskować, że posiadały następującą strukturę: rdzeń czasownika – znacznik rodzaju czasownika (np. -a- dla czas. ruchu, -i- dla czas. przechodnich, -u- dla czas. nieprzechodnich) – znacznik czasu (np. -∅- na oznaczenie czasu teraźniejszego, -b- na oznaczenie czasu przeszłego) – dopełnienie (np. -di- „mnie”, -mba- „ciebie”, -i- „jego/jemu”) – podmiot (np. -ti/di „ja”, -mba/mma „ty”, -a „on”, -e/i „ona”, -nnu/nna/nni „oni”; często jako podmiot występuje imię boga). 
Przykłady imion kasyckich:
| imię kasyckie | rdzeń czasownika | znacznik rodzaju czas. | znacznik czasu | dopełnienie | podmiot | tłumaczenie                 |
| ------------- | ---------------- | ---------------------- | -------------- | ----------- | ------- | --------------------------- |
| Ha-aš-te-ia   | haz-             | -∅-                    | -∅-            | -di-        | -a      | „on słyszy mnie”            |
| Ha-ši-it-te   | haz-             | -i-                    | -t<b-          | -i-         | -di     | „ja usłyszałem jego”        |
| A-ri-pa-am-pa | ar-              | -i-                    | -b-            | -i-         | -mba    | „ty dałeś jemu”             |
| Ši-im-te-e    | šim-             | -i-                    | -∅-            | -di-        | -e      | „ona chroni mnie”           |
| A-ra-a-a      | ar-              | -a-                    | -∅-            | /           | -a      | „on przychodzi aby dać”     |
| A-ri-in-nu    | ar-              | -i-                    | -∅-            | -i-         | -nnu    | „oni dają jemu”             |
| Al-ba-di-Sah  | al-              | -a-                    | -b-            | -di-        | Sah     | „(bóg) Sah sprowadził mnie” |